# Everett Lee
Everett Astor Lee, född 31 augusti 1916 i Wheeling, West Virginia, död 12 januari 2022 i Malmö, var en amerikansk dirigent som var bosatt i Sverige sedan 1962. 
Han var chefsdirigent för Norrköpings Symfoniorkester 1962–1972.
Han är far till operasångaren Erik Lee.